# Mauiini
Mauiini es una tribu de coleópteros polífagos de la familia Anthribidae. Contiene los siguientes géneros:

## Géneros
- Cleranthribus Jordan, 1914
- Derisemias Jordan, 1928
- Erichsonocis Zimmerman, 1994
- Illis Jordan, 1936
- Mauia Blackburn, 1885
- Protaedus Pascoe, 1860